# Ортвед, Кирстен
Кирстен Мёллер Ортвед (дат. Kirsten Møller Ortwed; род. 28 мая 1948) — датская художница, ныне живущая в Кёльне, в Германии. Она известна своими необычными скульптурами, расположенными в общественных местах, и иногда удивительными сочетаниями традиционных и нетрадиционных материалов.

## Ранняя биография
Кирстен Мёллер Ортвед родилась в Вируме в 1948 году. Она начала рисовать, когда ей было 13 лет. Кирстен хотела поступить в Академии, но её родители не согласились на это. В 1965 году она путешествовала по Европе одна. По возвращении она заинтересовалась авангардным движением в Копенгагене. В 1967 году Кирстен обратилась к ткацкому и текстильному искусству, учась ему сначала у Джона Беккера (1915—1986), а затем с 1969 года в качестве подмастерья у Наи Сальто (род. 1945). После своего дебюта на Свободной выставке (дат. Kunstnernes Efterårsudstilling) в 1970 году, она поступила в Датскую королевскую академию изящных искусств, где в 1970—1975 годах обучалась живописи. Кирстен высоко ценила помощь и поддержку, которую она получила там от немецкого художника Артура Кёпке (1928—1977), принадлежавшего к течению Флюксус.

## Карьера
После учебной поездки в Нью-Йорк в 1976 году Ортвед также побывала в Мексике, Марокко и Египте. Недовольная художественной жизнью в Дании, в 1982 году она переехала в Кёльн, в Германию. В 1996 году вместе со своим коллегой Троэльсом Вёрселем она начала работать в Пьетрасанте в Тоскане, расположенном рядом с большим мраморным карьером, ныне используемым скульпторами.
Ортвед создаёт масштабные произведения, состоящие из нескольких частей, которые часто располагаются в горизонтальной плоскости, как острова в пространстве, без каких-либо символических или идеологических черт. Вместо этого их можно рассматривать как придающие форму одновременно отсутствию и присутствию или же отображающие контрастирующие между собой лёгкость и тяжесть. В своих работах она часто использует нетрадиционные материалы, такие как сборные секции или формованные детали, а также бронзу и гипс. Её необычные сочетания материалов способствуют её желанию выразить соотношения между формой и пространством, часто отклоняясь в сторону открытости, как в её «Свидании вслепую» (1996), «Рискованном беге» (1994) и «Влиянии» (1991).
В 1997 году Ортвед представляла Данию на Венецианской биеннале со своей масштабной работой «Тонны обстоятельств», поддерживаемая музеем Хермод Ланнунгс (дат. Hermod Lannungs Museumsfond). В следующем году она выиграла конкурс на создание памятника в честь Рауля Валленберга в Стокгольме. Работы Ортвед были представлены на многочисленных персональных выставках в Скандинавии, Германии, Франции и США. Она была награждена медалью Экеерсберга в 1994 году Датской королевской академией изящных искусств.

## Некоторые работы

### Общественное искусство
- Brønden, Орс, Дания (1995-96)
- Ædeltårnet, Киркеторвет, Орс, Дания (1995-96)
- Raoul Wallenberg Monument, Стокгольм, Швеция (2001)
- Terra Vento, Отель Кларион, Рингвоген, Стокгольм (2003)
- Stene til gårdrum, Фредериксбергская гимназия, Копенгаген, Дания (2000-04)
- Syntax, Sölvegatan, Лундский университет, Лунд, Швеция (2000-04)
- Sektion, Лундский университет, Лунд, Швеция (2000-04)
- Platform, Государственная тюрьма восточной Ютландии, Хорсенс, Дания (2004-06)
- Beringsøen , Киркеторвет, Хорсенс, Дания (2007)
- Full Length, Хавнегаде, Копенгаген, Дания (2016)[10]
- 14-7-2006, Неспаркен, Мосс, Норвегия (2016)

### В музеях
- Full length, Государственный музей искусств, Копенгаген, Дания (2006-08)

## Награды
В 1995 году Ортвед была удостоена медали Эккерсберга, а в 2002 году — медали Торвальдсена.